# Kusnarenkovói járás
A Kusnarenkovói járás (oroszul Кушнаренковский район, baskír nyelven Кушнаренко районы) Oroszország egyik járása a Baskíriában, székhelye Kusnarenkovo falu.

## A lakosok száma
- 1970-ben 36 346; 18 608 tatár (51,2%), 10 260 baskír (28,2%).
- 1989-ben 28 508; 22 232 tatár (78%), 1582 baskír (5,5%).
- 2002-ben 29 344; 12 703 baskír (43,29%), 11 641 tatár (39,67%), 4152 orosz (14,15%), 299 udmurt.
- 2010-ben 27 491; 13 568 tatár (49,5%), 8950 baskír (32,7%), 4 019 orosz (14,7%), 241 udmurt, 65 mari, 47 csuvas, 42 ukrán, 20 fehérorosz, 11 mordvin.

| Lakosok száma | 63 141 | 36 830 | 28 508 | 28 869 | 27 491 | 27 181 | 27 018 | 27 061 | 26 767 | 27 210 |
|               | 1939   | 1970   | 1989   | 2008   | 2010   | 2012   | 2014   | 2016   | 2018   | 2021   |